# Heze
Heze (chinês: 菏泽chinês tradicional: 菏澤, pinyin: Hé Zé), anteriormente conhecida como Caozhou, é uma cidade com nível de prefeitura localizada na província de Xantum, na China, fazendo fronteira com Jining a leste e com as províncias de Henan e Anhui a oeste e sul, respectivamente. Governa o distrito de Mudan e o distrito de Dingtao, 2 distritos e 7 condados, incluindo Caoxian, Chengwu, Shanxian, Juye, Yuncheng, Juancheng e Dongming.

## História
Caozhou esteve no centro da Rebelião Nian durante as décadas de 1850 e 1860.
Em agosto de 1949, Heze foi destacado de Shandong e entregue à província experimental de Pingyuan, mas foi devolvido a Shandong pouco mais de três anos depois.
Em abril de 1953, Heze e Jining ganharam condados da antiga prefeitura de Huxi após sua abolição.

## Clima
Heze tem um clima influenciado pelas monções que fica entre as zonas subtropicais úmidas e continentais úmidas ( Köppen Cwa/Dwa ), com quatro estações bem definidas. A cidade é quente e quase sem chuva na primavera, quente e úmida no verão, fresca no outono e fria e seca no inverno. A temperatura média anual é de 14,22 °C (57,6 °F), com a temperatura média mensal de 24 horas variando de −0,5 °C (31,1 °F) em janeiro para 27,1 °C (80,8 °F) em julho. Quase 70% da precipitação anual ocorre de junho a setembro. Com uma porcentagem mensal de sol variando de 48% em julho a 60% em maio, a cidade recebe 2.411 horas de luz solar no ano.
Ao mesmo tempo, Heze também é uma área propensa a intempéries climáticas. As secas e as cheias são uma delas, especialmente as secas que ocorrem com frequência e têm um grande impacto.

## Divisão Administrativa
A cidade de Heze, administra nove divisões de nível de condado . O executivo municipal, o legislativo e o judiciário estão no distrito de Mudan (牡丹区), juntamente com o CPC e os departamentos segurança pública .
Elas são divididas em 158 divisões em nível de município .
| Mapa |
| --- |
| Mudan Dingtao Cao · County Shan · County Chengwu · County Juye · County Yuncheng · County Juancheng · County Dongming · County |

## Demografia
De acordo com o censo de 2020, Heze possuía em torno de 8.287.693 habitantes, dos quais 1.346.717 residiam na área ao redor da sede do governo, no Distrito Mudan. A população permanente no território é principalmente da etnia Han, e as minorias étnicas incluem Hui, Manchu, Tibetano, Miao, Uigur e Cazaque.

## Cultura

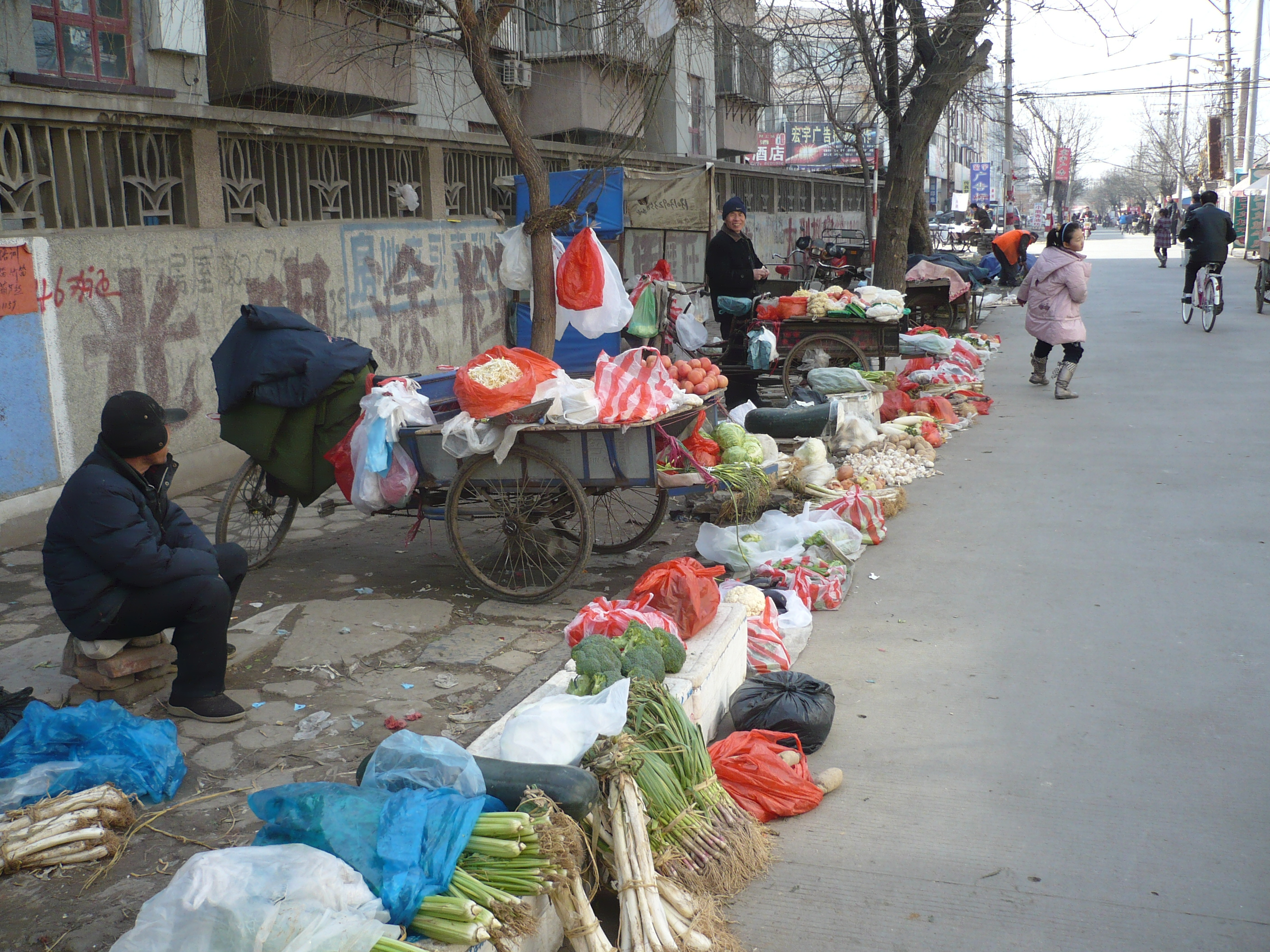
Feira na cidade

Heze é rica em recursos de turismo cultural e é conhecida como a capital das peônias, a cidade natal da ópera, artes marciais, caligrafia e pintura, e arte popular. O cultivo de peônias começou na Dinastia Sui, floresceu na Dinastia Tang e floresceu na Dinastia Ming. Nas dinastias Ming e Qing, tornou-se o centro do cultivo de peônias na China.

### Lugares de interesse
- Jardim Caozhou Mudan: É o maior jardim de Mudan (peônias) em Heze e com mais variedades.[6]
- Praça dos Cem Leões: É famosa por sua coluna esculpida com 100 leões de pedra em diferentes posturas. O arco apresenta 14 metros de altura e 9 metros de largura. Os 100 leões com diferentes formas representam excelentes habilidades arquitetônicas e valor artístico imortal, que incorporam plenamente a sabedoria e a força do povo antigo.[7]
- Cidade Heroica de Shui Hu: É famosa pelo ensino e comunicação de artes marciais e construções antigas. É também o museu da antiga residência chinesa, rotas de passeios recomendadas pela CCTV e a fonte das margens de água.[8]

## Economia
Heze é o maior centro da China de cultivo da "flor nacional" peônia, que deu nome ao Distrito de Mudan. Mais de 30% do seu PIB provém da venda de peônias.
A cidade também abriga importantes usinas geradoras de energia termoelétrica. Em 2017, a principal usina termoelétrica instalada na região produziu cerca de 1,068 bilhão de quilowatts-hora (kWh) de energia.

## Cidades irmãs
- Colombo, Paraná, Brasil [12]

- Mobile, Alabama, Estados Unidos [13]